# مایکروسافت آفیس ۲۰۰۳
مایکروسافت آفیس ۲۰۰۳ (به انگلیسی: 2003 Microsoft Office) نام مجموعه نرم‌افزارهای ویرایشگری است (شامل نرم‌افزارهای ورد، اکسل، و پاورپوینت) که توسط شرکت مایکروسافت در ۱۹ اوت ۲۰۰۳ برای کاربران ویندوز اکس پی و ویندوز ۲۰۰۰ و جانشینی آفیس اکس پی منتشر و پشتیبانی آن در ۸ آوریل ۲۰۱۴ پایان یافت.